# Джулиано, Нил
Нил Джулиано (итал. Neil Giuliano, род. 26 октября 1956 года) — американский политик, с 1994 по 2004 год занимал пост мэра города Темпе, штат Аризона, США.
Нил Джулиано открытый гей, ЛГБТ-активист, Президент Альянса геев и лесбиянок против диффамации (GLAAD) с сентября 2005 года по июнь 2009 год.
В 1979 году получил бакалавра в Школе Коммуникации Хью Даунз при Аризонском Университете, там же в 1983 году защитил степень магистра.